# William Samuel Waithman Ruschenberger
William Samuel Waithman Ruschenberger est un auteur et un médecin-militaire américain, né le 4 septembre 1807 à Cumberland County (New Jersey) et mort le 24 mars 1895 à Philadelphie (Pennsylvanie).
Il est médecin militaire et membre de l’Academy of Natural Sciences of Philadelphia. Il sert comme médecin de marin dans plusieurs voyages américains. Il est aussi employé au Board of Appointments qui est chargé de créer les règles et les plans pour l’Académie navale d'Annapolis. Durant la Guerre civile américaine, il est nommé chirurgien chef à la Boston Navy Yard. Ruschenberger se retire avec le grade commodore.

## Liste partielle des publications
- 1844 : Elements of herpetology, and of ichthyology : prepared for the use of schools and colleges from the text of F. S. Beudant, Milne Edwards, and Achille Comté[1] (Grigg & Elliot, Philadelphie).
- 1845 : Elements of conchology : prepared for the use of schools and colleges from the text of F. S. Beudant, Milne Edwards, and Achille Comté[2] (Grigg & Elliot, Philadelphie).
- 1845 : Elements of ornithology : prepared for the use of schools and colleges from the text of F. S. Beudant, Milne Edwards, and Achille Comté[3] (Grigg & Elliot, Philadelphie).
- 1845 : Elements of entomology : prepared for the use of schools and colleges from the text of F. S. Beudant, Milne Edwards, and Achille Comté[4] (Grigg & Elliot, Philadelphie).
- 1845 : Elements of mammalogy : prepared for the use of schools and colleges from the text of F. S. Beudant, Milne Edwards, and Achille Comté[5] (Grigg & Elliot, Philadelphie).
- 1846 : Elements of geology : prepared for the use of schools and colleges from the text of F. S. Beudant, Milne Edwards, and Achille Comté[6] (Grigg & Elliot, Philadelphie).
- 1846 : Elements of botany : prepared for the use of schools and colleges from the text of F. S. Beudant, Milne Edwards, and Achille Comté[7] (Grigg & Elliot, Philadelphie).
- 1852 : A notice of the origin, progress, and present condition of the Academy of Natural Sciences of Philadelphia[8] (T.K. and P.G. Collins, Philadelphie).
- 1871 : Elements of natural history : embracing zoology, botany and geology for schools, colleges and families[9] (Claxton, Remsen & Haffelfinger, Philadelphie).
- 1888 : A biographical notice of George W. Tryon, Jr., conservator of the Conchological Section of the Academy of Natural Sciences of Philadelphia[10] (H. Binder, Philadelphie).